# Nawet deszcz
Nawet deszcz (hiszp. También la lluvia) – hiszpańsko-francusko-meksykański dramat historyczny z 2010 roku w reżyserii Icíary Bollaín. Zdjęcia kręcono w Boliwii.

## Fabuła
Film opowiada o reżyserze Sebastianie (w tej roli Gael García Bernal), który podróżuje po Boliwii, celem nakręcenia filmu o Krzysztofie Kolumbie. Przyjazd reżysera i jego ekipy zbiega się z kryzysem wody w Cochabamba w 2000 roku. Linie między przeszłością a teraźniejszością, literaturą a filmem, stają się coraz bardziej niewyraźne.

## Premiera
Światowa premiera filmu odbyła się 16 września 2010 roku, podczas 35. Międzynarodowego Festiwalu Filmowego w Toronto, gdzie obraz był prezentowany w sekcji "Contemporary World Cinema". Film był również wyświetlany podczas 61. Międzynarodowego Festiwalu Filmowego w Berlinie w sekcji "Główna Panorama".
Polska premiera filmu nastąpiła 23 marca 2011 roku w ramach 11. Tygodnia Kina Hiszpańskiego. Następnie dystrybutor AP Mañana dnia 26 sierpnia 2011 wprowadzi film do dystrybucji na terenie Polski.
Film został wyselekcjonowany jako oficjalny kandydat Hiszpanii do Oscara dla najlepszego filmu nieanglojęzycznego podczas 83. ceremonii wręczenia Oscarów. W styczniu 2011 roku obraz znalazł się na finalnej skróconej liście, jednak ostatecznie film nominacji nie otrzymał.

## Obsada
- Luis Tosar jako Costa, producent
- Gael García Bernal jako Sebastián, reżyser
- Juan Carlos Aduviri jako Daniel / Hatuey
- Karra Elejalde jako Antón / Krzysztof Kolumb
- Carlos Santos jako Alberto / Bartolomé de Las Casas
- Raúl Arévalo jako Juan / Antonio Montesinos
- Najwa Nimri jako Aktorka / Izabela I Katolicka

i inni

## Nagrody i nominacje
61. Międzynarodowy Festiwal Filmowy w Berlinie
- nagroda: Panorama Audience Award dla filmu fikcyjnego − Icíar Bollaín

25. ceremonia wręczenia nagród Goya
- nagroda: najlepszy aktor drugoplanowy − Karra Elejalde
- nagroda: najlepsza muzyka − Alberto Iglesias
- nagroda: najlepszy kierownik produkcji − Cristina Zumárraga
- nominacja: najlepszy film − Icíar Bollaín i Juan Gordon
- nominacja: najlepszy reżyser − Icíar Bollaín
- nominacja: najlepszy scenariusz oryginalny − Paul Laverty
- nominacja: najlepszy aktor − Luis Tosar
- nominacja: najlepszy debiutujący aktor − Juan Carlos Aduviri
- nominacja: najlepsze kostiumy − Sonia Grande
- nominacja: najlepszy montaż − Ángel Hernández Zoido
- nominacja: najlepsza charakteryzacja i fryzury − Karmele Soler i Paco Rodríguez
- nominacja: najlepszy dźwięk − Pelayo Gutiérrez, Emilio Cortés i Nacho Royo
- nominacja: najlepsze efekty specjalne − Juan Manuel Nogales i Gustavo Harry Farias

24. ceremonia wręczenia Europejskich Nagród Filmowych
- nominacja: Nagroda Publiczności (People's Choice Award) − Icíar Bollaín